# Syczowka
Syczowka (ros. Сычёвка; hist. Сычевка, Syczewka) - miasto w Rosji, w obwodzie smoleńskim, 234 km na północny wschód od Smoleńska. Siedziba rejonu syczowskiego. W 2009 liczyło 7 638 mieszkańców.
Znajduje tu się stacja kolejowa Syczewka, położona na linii Rżew – Wiaźma.

## Historia
Początkowo sioło dworskie. W 1766 caryca Rosji Katarzyna II Wielka nadała mu prawa miejskie. W tym samym roku zostało siedzibą powiatu syczewskiego w guberni smoleńskiej. Miasto i powiat zamieszkiwali głównie Wielkorusini. W II. poł. XIX w. przez miasto przeprowadzono kolej rżewsko-wiaziemską.